# Charles Dullin
Charles Dullin, (Yenne, 8 mei 1885 – Parijs, 11 december 1949) was een Frans acteur, producer en toneelregisseur.
Dullin was een van de leden van de Franse vernieuwingsbeweging die in een gedecentraliseerd ‘théâtre populaire’ zou resulteren, samen met Jacques Copeau, Gaston Baty, Louis Jouvet, Jean-Louis Barrault en Jean Vilar.
Verder trad hij toe tot Jacques Copeaus Théâtre du Vieux Colombier, een school voor acteurs en later tot het Cartel des Quatre die behalve hemzelf uit Louis Jouvet, Georges Pitoëff en Gaston Baty bestond.

## Biografie
Charles Dullin werd geboren op het Château du Châtelard, te Yenne, als jongste in een kinderrijk notarisgezin dat zeer aan traditionele waarden hechtte. Eigenlijk had hij een kerkelijke loopbaan moeten volgen, maar Charles wist al heel jong dat zijn roeping bij het acteren lag. 18 jaar oud reisde hij van Lyon naar Parijs, waar hij in een wooncomplex voor artiesten ging wonen, Le Bateau-Lavoir in Montmartre. Hier woonden ook andere kunstenaars, zoals de auteurs Max Jacob en Pierre Mac Orlan, de acteur Harry Baur en de kunstschilders Matisse en Georges Braque. Zoals veel andere beginnende kunstenaars ondervond ook Dullin dat armoede, honger, ziekten en geldzorgen aan de orde van de dag waren.
Naast zijn werk bij het théâtre des Gobelins gaf hij ook weleens recitals. In 1906 sloot hij zich aan bij het théâtre de l'Odéon, dat geleid werd door Jacques Rouché. Zijn eerste rol was Cinna in Shakespeares Julius Caesar (geregisseerd door André Antoine). In 1910 speelde hij Pierrot in het Carnaval des enfants (van Saint-Georges de Bouhélier) bij het Théâtre des Arts en Smerdjakov in de toneelbewerking van De gebroeders Karamazov. Samen met Jacques Copeau opende hij in 1913 het Vieux-Colombier-theater in het voormalige Athenaeum-Saint-Germain, met Louis Jouvet als een van de belangrijkste acteurs.
Voordat hij in 1921 het Théâtre de l'Atelier opende in Parijs, reisde hij rond met zijn eigen theatergroep. Het Théâtre de l'Atelier zou bekend worden als een van de origineelste theaters. Hier werd, naast experimentele stukken, onder meer werk van Luigi Pirandello op het toneel gezet. Zijn theater had in het begin niet veel succes, vele voorstellingen werden gespeeld voor een bijna lege zaal. Met Ben Jonsons Volpone (1605) kwam hier echter verandering in. Het stuk trok volle zalen en Charles Dullin en zijn toneelgezelschap waren gered.
Vanaf 1927 ging hij bij het Cartel des Quatre, waarin ook de theaterdirecteuren Louis Jouvet, Georges Pitoëff en Gaston Baty zetelden. Dit was een reactie van de vier theaterdirecteuren tegen de onverschilligheid van de kranten en de invasie van het commercieel theater en de bioscoop, om zo door terug te keren naar de klassieken. Door een gemeenschappelijke overeenkomst te sluiten hadden ze als doel hun gemeenschappelijke belangen veilig te stellen.
In 1940 verliet hij l'Atelier en nam hij de directie over van het voormalige Théâtre Sarah Bernhardt dat onder het Duitse regime Théâtre de la Cité werd genoemd, vanwege de joodse wortels van Sarah Bernhardt.
In 1942-43 leidde Charles de École dramatique naast zijn werk bij het Théâtre de la Cité. In 1943 liet Jean-Paul Sartre daar zijn toneelstuk Les Mouches (De vliegen) opvoeren. Hij koos Charles Dullin als regisseur. Zijn keuze van theaterzaal betekende dat het stuk onderworpen werd aan de censuur en dat Sartre de door de Duitsers opgelegde correcties aanvaardde. Verder werd er een verklaring afgeleverd dat er geen Joden in het stuk optraden of meewerkten, dat er advertenties geplaatst zouden worden in Der Deutsche Wegleiter (het cultureel informatieblad voor de in Parijs aanwezige Duitsers) en ten slotte dat er op de première vrij veel Duitsers in uniform aanwezig zouden zijn.
Na de Tweede Wereldoorlog werd Charles Dullin beschouwd als Vichygetrouw en collaborateur. Hij kreeg hevige kritiek te verduren en verliet de directie van het Théâtre de la Cité met grote schulden aan het einde van het seizoen van 1947. Dullin ging bij het Théâtre Montparnasse werken. Hij werd ernstig ziek en overleed op 64-jarige leeftijd in het Hôpital Saint-Antoine te Parijs.

## Leerlingen

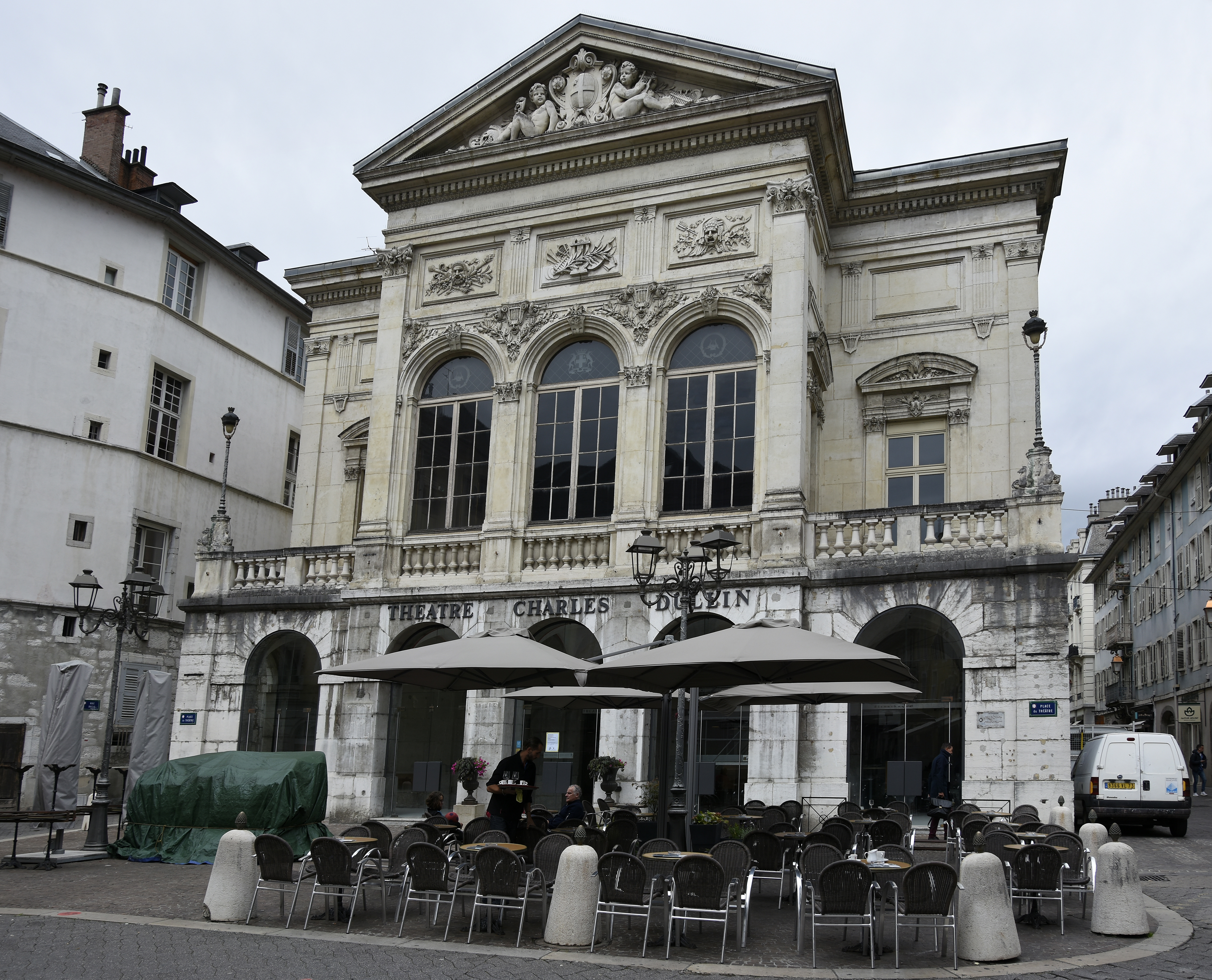
Théâtre Charles Dullin in Chambéry

Charles Dullin was de leraar van onder meer de volgende acteurs:
- Jean-Louis Barrault (mime-acteur en regisseur)
- Alain Cuny (acteur en regisseur)
- Jean Marais (acteur)
- Marcel Marceau (mime-acteur)
- Roland Petit (balletdanser en choreograaf)
- Madeleine Robinson (acteur)
- Jean-Louis Trintignant (filmacteur)
- Jean Vilar (acteur en regisseur)

## Ter herinnering

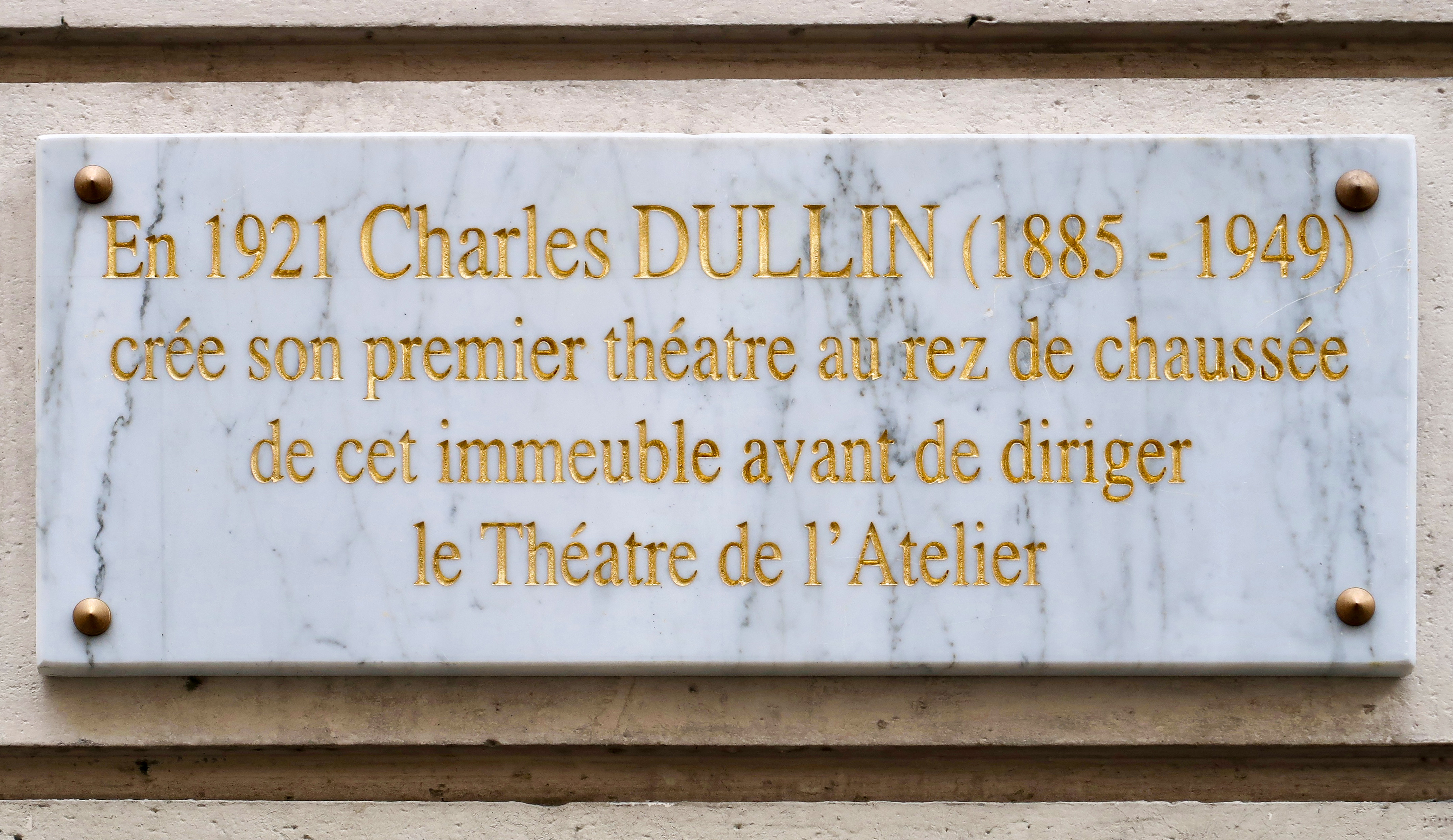
Gedenkplakkaat Charles Dullin, Parijs

- Verscheidene toneelzalen zijn naar hem genoemd: in Chambéry en in Grand-Quevilly.
- Ter herinnering aan het feit dat Dullin artistiek directeur van het Théâtre de l'Atelier was van 1922 tot 1940, doopte de gemeenteraad van Parijs in 1957 de place Dancourt waaraan dit theater was gelegen om tot place Charles-Dullin. Tijdens de Tweede Wereldoorlog was dit gebied een "cité d'urgence", een plaats waar noodlijdende burgers werden opgevangen. De huizen rond het plein zijn gerenoveerd en op het plein is een plantsoen aangelegd.
- Er bevindt zich eveneens een place Charles-Dullin in zijn geboorteplaats Yenne. Sinds 1979 bestaat er een rue Charles Dullin in Reims.

## Filmografie (selectie)
- 1924 - Le Miracle des loups (Raymond Bernard), rol: Lodewijk XI
- 1927 - Le Joueur d'échecs (Raymond Bernard), met Pierre Blanchar, rol: baron von Kempelen
- 1928 - Maldone (Jean Grémillon), met Annabella, rol: Olivier Maldone
- 1933 - Les Misérables (Raymond Bernard), met Harry Baur en Charles Vanel, rol: Thénardier
- 1937 - L'Affaire du courrier de Lyon (Claude Autant-Lara en Maurice Lehmann), met Pierre Blanchar, rol: de blinde
- 1937 - Salonique nid d'espions (Mademoiselle docteur) (Georg Wilhelm Pabst), met Louis Jouvet en Viviane Romance, rol: kolonel Matthésius
- 1941 - Volpone (Maurice Tourneur), met Harry Baur en Louis Jouvet, rol: Corbaccio
- 1947 - Les jeux sont faits (Jean Delannoy), met Micheline Presle, rol: de markies
- 1947 - Quai des Orfèvres (Henri-Georges Clouzot), met Louis Jouvet, rol: Brignon